# Port Edward (British Columbia)
Port Edward ist eine Gebietsgemeinde („District Municipality“) an der Küste der kanadischen Provinz British Columbia. Die Gemeinde gehört zum North Coast Regional District.

## Lage
Das Zentrum der Gemeinde ist durch die südwestliche Spitze der Halbinsel Kaien Island vom Chatham Sound, einem Seitenarm der Hecate-Straße und des Dixon Entrance, getrennt. Die vorgelagerte Halbinsel mit den Frachtterminals gehören nicht zur Gemeinde, sondern liegen auf dem Gebiet des benachbarten Prince Rupert.

## Geschichte
Das Gebiet, in dem das Dorf liegt, ist traditionelles Siedlungs- und Jagdgebiet der First Nations, hier der Tsimshian.
Für die europäischen Siedler war Port Edward lange ein Ort der Fischverarbeitung. Um 1889 entstand hier die North Pacific Cannery, eine Fabrik zum Eindosen von Lachsen. Noch heute sind von dieser eine relativ intakte Ansammlung von Gebäuden erhalten. Diese wurden am 17. Juni 1985 zur National Historic Site of Canada erklärt.
Die heutige Siedlung entstand um 1908, als die Grand Trunk Pacific Railway ihre Aktivitäten an der Westküste verstärkte.
Die Zuerkennung der kommunalen Selbstverwaltung für die Gemeinde erfolgte am 29. Juni 1966 (incorporated als Village Municipality). 1991 wurde der Status der Gemeinde von dem eines Dorfes („Village Municipality“) in den einer Gebietsgemeinde („District Municipality“) geändert.

## Demographie
Die letzte offizielle Volkszählung, der Census 2016, ergab für die Gemeinde eine Bevölkerungszahl von 467 Einwohnern, nachdem der Zensus im Jahr 2011 für die Gemeinde noch eine Bevölkerungszahl von 544 Einwohnern ergab. Die Bevölkerung hat dabei im Vergleich zum letzten Zensus im Jahr 2011 um 14,2 % abgenommen und sich damit gegen den Provinzdurchschnitt, mit einer Bevölkerungszunahme in British Columbia um 5,6 %, entwickelt. Auch m Zensuszeitraum 2006 bis 2011 hatte die Einwohnerzahl in der Gemeinde entgegen der Entwicklung in der Provinz um 5,7 % abgenommen, während sie im Provinzdurchschnitt um 7,0 % zunahm.
Für den Zensus 2016 wurde für die Gemeinde ein Medianalter von 43,5 Jahren ermittelt. Das Medianalter der Provinz lag 2016 bei nur 43,0 Jahren. Das Durchschnittsalter lag bei 41,1 Jahren, bzw. ebenfalls bei 42,3 Jahren in der Provinz. Zum Zensus 2011 wurde für die Gemeinde noch ein Medianalter von 41,9 Jahren ermittelt. Das Medianalter der Provinz lag 2011 bei nur 41,9 Jahren.

## Verkehr
Die Eisenbahn, die heute von Canadian National Railway betrieben wird, spielt für die Gemeinde keine Rolle mehr, im Gegensatz zum Straßenverkehr. Nordwestlich von Port Edward verläuft der nördliche Teilabschnitt des Trans-Canada Highway, hier der Highway 16. Eine Anbindung an den Luftverkehr erfolgt über den Regionalflughafen Prince Rupert.
Weiterhin ist die Gemeinde an ein überregionales Netz von Busverbindungen angeschlossen, welches von BC Bus North betrieben wird. Die Gemeinde liegt mit einer Haltestelle an der Verbindung Prince Rupert–Smithers–Prince George. Mit Stand 2020 sind in diesem Netz insgesamt 34 Gemeinden und Siedlungen im zentralen und nördlichen British Columbia verbunden.
Öffentlicher Personennahverkehr wird örtlich und regional mit einer Buslinie zwischen Port Edward und Prince Rupert durch das „Prince Rupert Transit System“ angeboten, welches von BC Transit in Kooperation betrieben wird.

## Persönlichkeiten
- David Bergen (* 1957 in Port Edward), Schriftsteller